# Anurophorus fjellbergi
Anurophorus fjellbergi är en urinsektsart som beskrevs av Potapov 1997. Anurophorus fjellbergi ingår i släktet Anurophorus och familjen Isotomidae. Inga underarter finns listade i Catalogue of Life.